# 母子保健法
母子保健法（ぼしほけんほう、昭和40年8月18日法律第141号）は、母性ならびに乳児および幼児の健康の保持および増進を図るため、母子保健に関する原理を明らかにするとともに、母性ならびに乳児および幼児に対する保健指導、健康診査、医療その他の措置を講じ、もって国民保健の向上に寄与することに関する法律である。

## 構成
- 第一章　総則（第1条―第8条の3）
- 第二章　母子保健の向上に関する措置（第9条―第21条の4）
- 第三章　母子保健施設（第22条）
- 第四章　雑則（第23条―第28条）
- 附則

## 養育医療
未熟児においては、公費により医療の給付を行うことが規定されている。